# Girolamo Minotto
Girolamo Minotto (? - 1453) est le baile vénitien de Constantinople au moment de la chute de celle-ci en 1453.

## Biographie
Alors que le sultan Mehmet II s'apprête à assiéger Constantinople, il assure Constantin XI de son soutien et met au vote une motion déclarant le cas de force majeure et obligeant les capitaines de navires vénitiens à rester à Constantinople (la motion est adoptée à 21 voix contre une le 14 décembre 1452). Il a décidé cela après la destruction d'un navire vénitien par le fort ottoman de Rumeli Hisari en octobre 1452. En cas de tentative de fuite, une amende de 3 000 ducats est prévue. En outre, il promet l'arrivée prochaine d'une flotte en provenance de Venise et devant apporter des renforts à Constantinople. Le 26 janvier, il envoie une lettre à Venise pour demander de l'aide mais les tergiversations du Sénat vénitien empêchent l'arrivée d'une flottille à Constantinople. Malgré ce soutien sans faille de Minotto, sept navires dont six Vénitiens parviennent à quitter Constantinople le 26 février. Au cours du siège, il assure la défense du Palais des Blachernes qui lui sert de quartier-général. Il remet en état les murailles et les douves. Le 29 mai, le jour de la chute de Constantinople, Minotto réussit à repousser les différents assauts turcs dans son secteur mais cela n'empêche pas les Ottomans de pénétrer dans la ville dans d'autres secteurs. Bientôt, Minotto et ses troupes se retrouvent encerclées et doivent se rendre. Il est exécuté en compagnie d'un de ses fils et de six autres Vénitiens peu après la chute de la ville. Un autre fils de Minotto est envoyé par Venise pour payer la rançon de son père mais il arrive trop tard et il ne peut libérer que sa mère et donc la femme de Minotto.

## Source
- Steven Runciman, La Chute de Constantinople, 1453, Tallandier, coll. « Texto », 2007
- Gustave Schlumberger, 1453, le siège, la prise et le sac de Constantinople par les Turcs, éditions Laville, coll. « Les batailles essentielles - Mémoires des peuples », 2010